# Filip Souček
Pour les articles homonymes, voir Souček.
Filip Souček, né le 18 septembre 2000 à Štěpánkovice en Tchéquie, est un footballeur tchèque qui évolue au poste de milieu de terrain au Tatran Prešov.

## Biographie

### SFC Opava
Né à Štěpánkovice en Tchéquie, Filip Souček est formé par le SFC Opava. C'est avec ce club qu'il fait ses débuts en professionnel le 11 mai 2019, lors d'une rencontre de championnat face au Dukla Prague. Il entre en jeu en cours de partie lors de cette rencontre remportée par son équipe sur le score de trois buts à deux.

### Sparta Prague
Le 11 février 2020, Filip Souček est recruté par le Sparta Prague, qui le laisse toutefois à son club formateur jusqu'à la fin de la saison.  
Il rejoint donc le Sparta Prague pour la saison 2020-2021. Il joue son premier match lors de la première journée, le 22 août 2020, contre le FC Zbrojovka Brno. Il entre en jeu à la place de Bořek Dočkal, et son équipe s'impose sur le score de quatre buts à un. Souček découvre aussi la coupe d'Europe avec le Sparta, jouant son premier match de Ligue Europa face au Celtic Glasgow le 26 novembre 2020. Il entre en jeu à la place de Dávid Hancko, et la partie se solde par la victoire du Sparta sur un score de quatre buts à un.
Avec le Sparta il fait ses débuts en Ligue des champions, jouant son premier match le 10 août 2021 face à l'AS Monaco. Il est titularisé et son équipe s'incline par trois buts à un ce jour-là.

### Prêts
Le 5 août 2022, Filip Souček est prêté pour une saison au FC Zbrojovka Brno.
Le 21 juillet 2023, Souček est cette fois prêté au FK Jablonec pour la durée d'une saison.

### En sélection
Filip Souček joue son premier match avec l'équipe de Tchéquie espoirs le 25 mars 2022, contre l'Albanie. Il entre en jeu à la place de Matěj Valenta lors de cette rencontre remportée par son équipe par un but à zéro.